# Adriana Marais
Pour les articles homonymes, voir Marais (homonymie).
Adriana Marais, née le 15 aout 1983 à King William's Town, est une physicienne théoricienne et technologue sud-africaine, directrice à la Foundation for Space Development, South Africa, une organisation qui vise à promouvoir les activités spatiales sur le continent africain.
L'un des programmes de la fondation a pour objectif de faire de l'espace une source d'inspiration pour les enfants des pays en développement, par l'éducation et la science. 
Elle s'est vu attribuer en 2015 une bourse dédiée aux talents scientifiques prometteurs, dans le cadre du prix L'Oréal-Unesco pour les femmes et la science.

## Biographie
Adriana Marais, née au début des années 1980, passe son enfance à Pietermaritzburg, KwaZulu-Natal,. Elle étudie la physique théorique à l'université du Cap (UCT), jusqu’en 2004, puis poursuit en cryptographie quantique à l'Université du KwaZulu-Natal (UKZN),, jusqu’en  2010. Elle obtient un doctorat en biologie quantique à l'UKZN en 2015, pour ses recherches sur les effets quantiques de la photosynthèse et ses recherches postdoctorales axées sur les origines des molécules prébiotiques et la vie elle-même,. 
En 2013, Marais se porte volontaire pour le projet Mars One, une organisation privée qui planifie des voyages à sens unique destiné au premier établissement humain sur Mars en 2026. Marais est présélectionnée parmi les 100 candidats astronautes du projet,,. En janvier 2019, cependant, le projet s’arrête, l’organisation Mars One s’étant déclaré en faillite,.
Elle se voit attribuer en 2015 une bourse dédiée aux talents scientifiques prometteurs, dans le cadre du prix L'Oréal-Unesco pour les femmes et la science,.
En 2016, elle est coordinatrice au sein de la Foundation for Space Development (Fondation pour le développement spatial), puis, en 2017, en devient co-directrice avec Carla Sharpe et Khutšo Ngoasheng. L'organisation vise à inspirer les enfants des pays en développement par l'éducation et la science. Cette organisation encourage aussi la recherche technologique dans des domaines tels que la recherche spatiale, l'IA et la robotique et les technologies de communication open source. 
De 2017 à 2019, elle est responsable de l'innovation chez SAP Afrique, et en 2018, elle rejoint la faculté de Singularity University,. En 2019, Marais a fondé Proudly Human. L'objectif de l'équipe de Proudly Human est de faire la démonstration qu'une vie communautaire est possible dans des environnements hostiles sur Terre en tant que pas vers l'établissement d'autres planètes. La première phase de l'initiative est une expérience de simulation de peuplement hors du monde appelée Antarctic Research Community (ARC) (Communauté de recherche antarctique), prévue pour 2021. La phase durera près d'un an et comprendra la construction d'une infrastructure technologique hors réseau fonctionnelle et durable (y compris le maintien des fonctions vitales et les communications) qui sera indépendante de l'infrastructure actuelle. La technologie utilisée par l'ARC et les expériences ultérieures seront préparées au Off-World Tech Hub à Cape Town. Le pôle encourage également les entreprises à développer des technologies durables. 
En 2018, elle est oratrice à la conférence internationale du South African Technology Network qui s'est tenue à Durban, en Afrique du Sud, et qui portait sur la 4e révolution industrielle (4IR), la combinaison du matériel, des logiciels et de la biologie avec un accent sur la communication et la connectivité,.
Elle s'inscrit à l'UCT en 2019 comme candidate au doctorat en économie avec spécialisation en économie en milieu à ressources limitées,.
En 2020, Marais est nommée présidente des sciences spatiales pour le partenariat mondial public-privé (PPP) Tod'Aérs Global Network [TGN] fondé par l'inventeur et conseiller congolo-togolais Manuel Ntumba,,. Elle devient membre du conseil d'administration,.